# Schadźowanka
Als Schadźowanka (obersorbisch) oder Schadowanka (niedersorbisch) werden jährlich stattfindende Treffen sorbischer Studenten bezeichnet.

## Geschichte
Die Tradition begann als Zusammenkunft sorbischer Studenten im Jahr 1875, als Studenten unter der Führung von Arnošt Muka und Jakub Bart-Ćišinski versuchten, die sorbische Bevölkerung für eine nationale und kulturelle Bewegung zu mobilisieren. Aus den jährlichen Treffen ging die Jungsorbische Bewegung hervor, die einen großen Einfluss auf das geistig-kulturelle Leben der Sorben hatte.
Zunächst fanden die Treffen immer im August, seit den 1970er Jahren im November statt, während der beiden Weltkriege gab es keine offiziellen Treffen. Seit 1984 gibt es, neben den obersorbischen Treffen, in Cottbus auch eine Veranstaltung für die niedersorbische Sprachgemeinschaft. Zentraler Teil beider Veranstaltungen ist heute ein Kulturprogramm aus Sketchen, Musik und Tanz, an dem sich neben sorbischen Studenten aus verschiedenen Studienorten (v. a. Dresden, Leipzig, Chemnitz) auch Schüler der beiden sorbischen Gymnasien beteiligen. Die Satirezeitschrift Šeršeń erscheint einmal jährlich anlässlich der Schadźowanka.
Organisatorisch handelt es sich seit den 1990er Jahren um ein Eigenprojekt der Stiftung für das sorbische Volk, wobei die inhaltliche Regie in den Händen der Studenten liegt.